# Tim Rieskamp-Goedeking

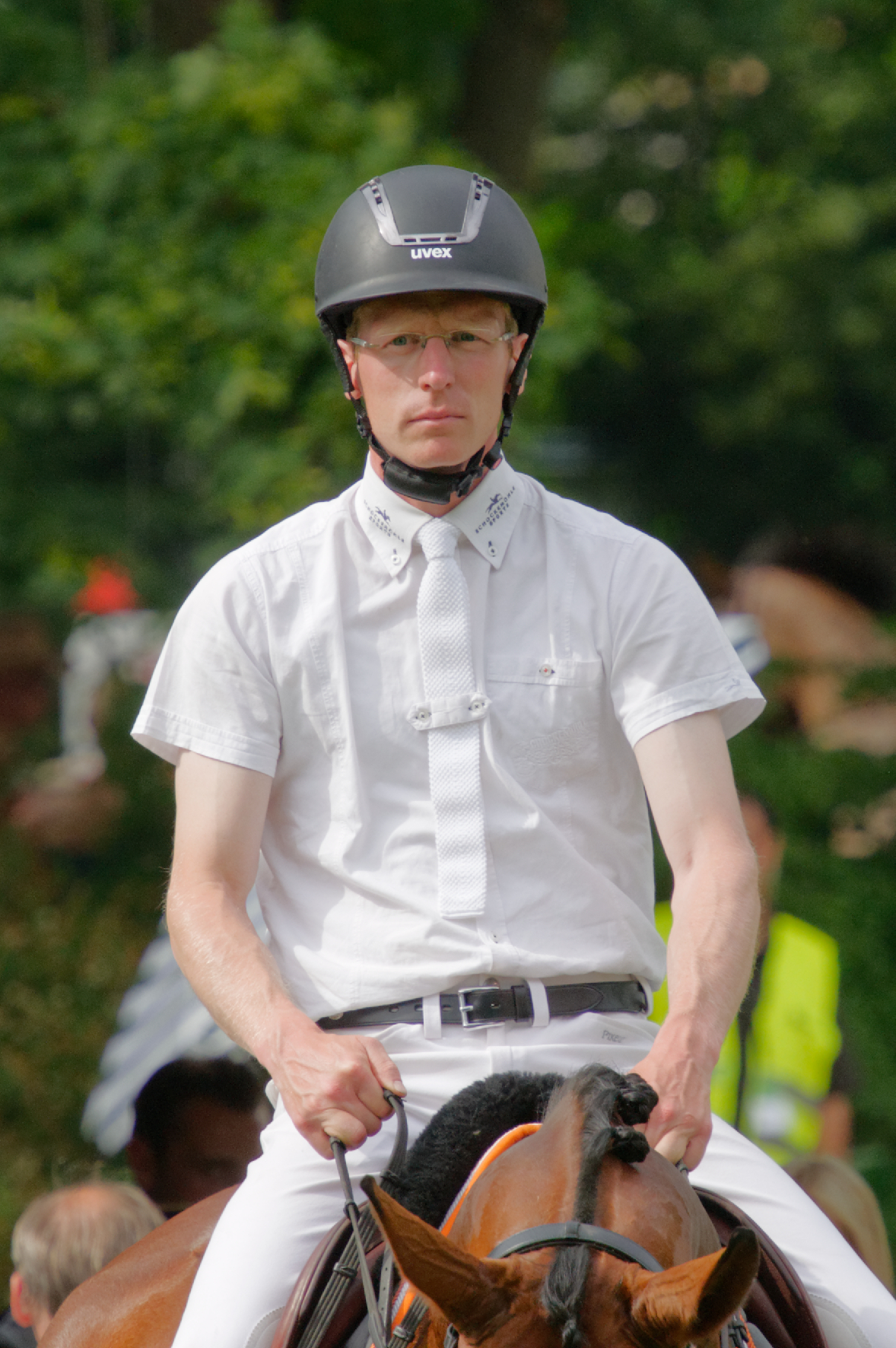
Beim Internationalen Pfingstturnier Wiesbaden 2014

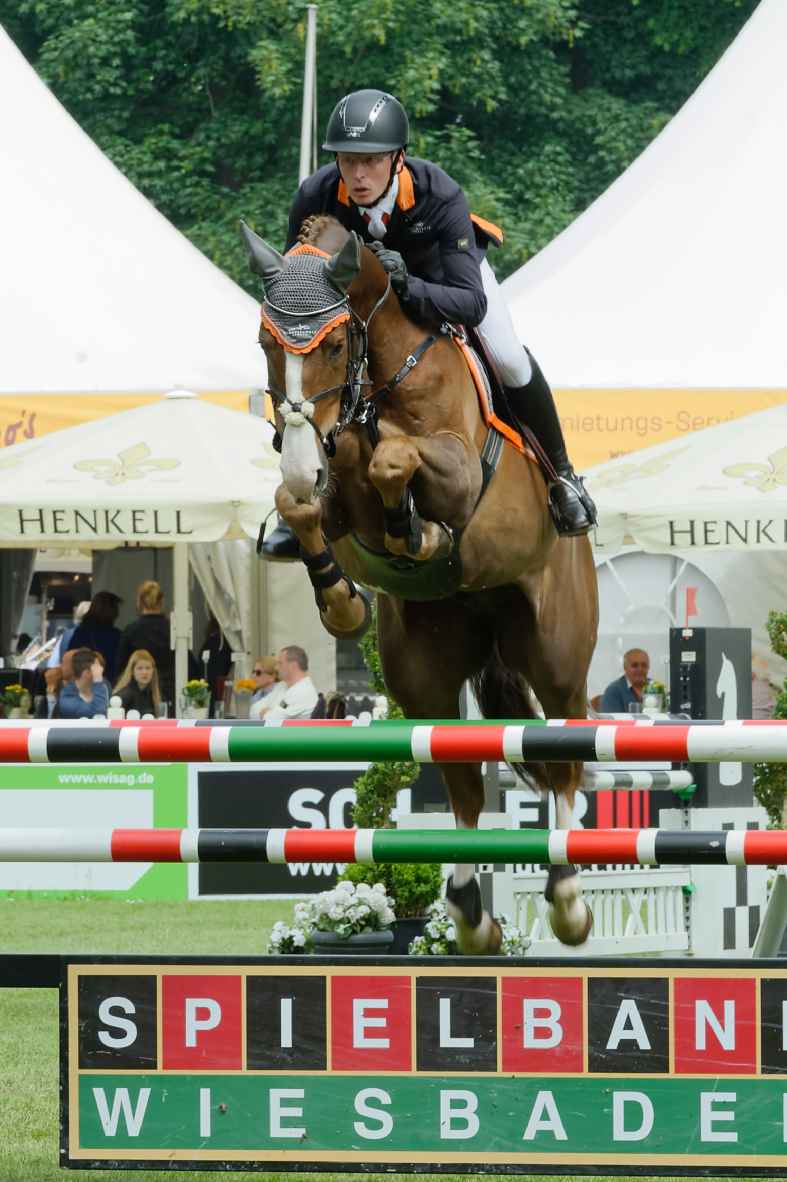
Tim Rieskamp-Goedeking auf Chewbacca 18 beim CSIYH* in Wiesbaden 2015

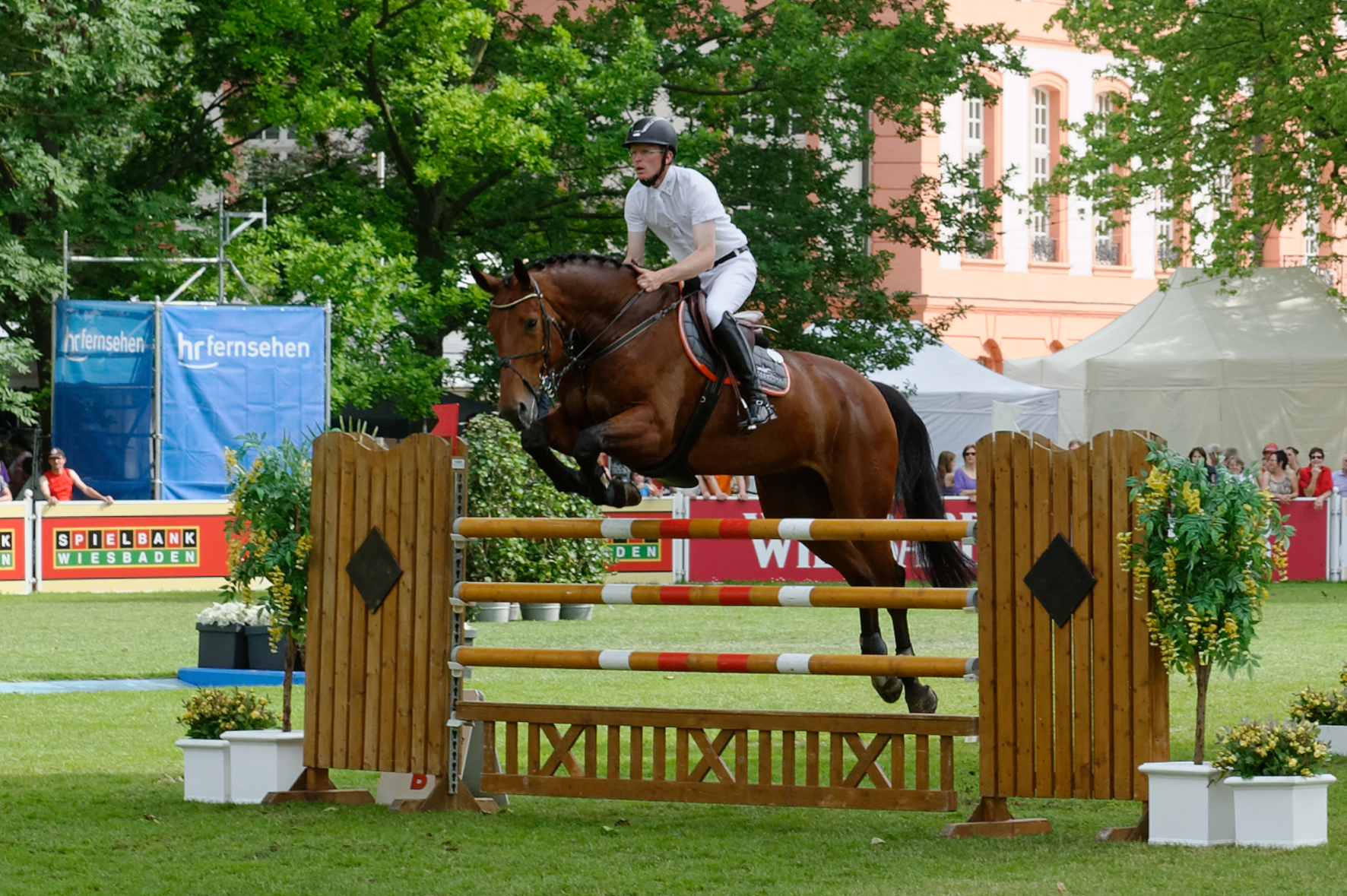
Beim Internationalen Pfingstturnier Wiesbaden 2014

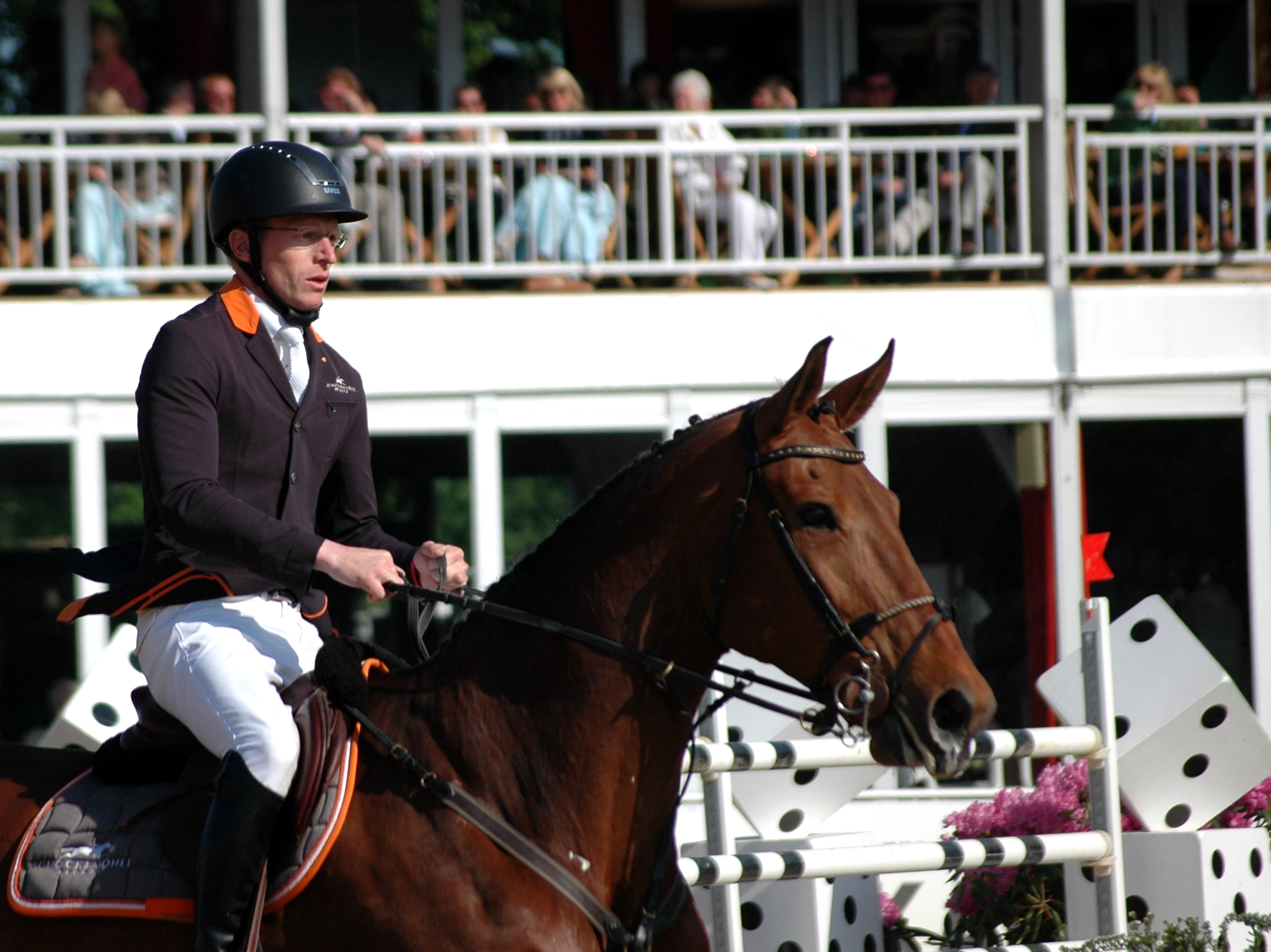
Tim Rieskamp-Goedeking mit Lautermann beim Maimarkt-Turnier Mannheim 2014

Tim Rieskamp-Goedeking (* 5. Dezember 1982 in Mettingen) ist ein deutscher Springreiter.

## Werdegang
Nach seinem Schulabschluss lernte Rieskamp-Goedeking den Beruf des Pferdewirts. Danach ging er nach Warendorf an die Sportschule der Bundeswehr. Bereits während dieser Zeit erzielte er nationale und internationale Erfolge. Nach der Wehrdienstzeit ging er 2004 als Bereiter in seinen ehemaligen Ausbildungsstall König zurück. 2005 wechselte er in den Stall Puschak und ritt fortan für Bayern. 2006 gewann er mit Casario das Championat der Deutschen Berufsreiter in Bad Oeynhausen. Mit Ladina durfte er im selben Jahr beim CHIO in Aachen reiten. Auf Empfehlung des damaligen Bundestrainers Kurt Gravemeier wechselte er Ende 2006 auf die Reitanlage von Hans Werner Aufrecht in Affalterbach.
Dort ritt er einige Turnierpferde der GEZE-Chefin Brigitte Vöster-Alber. 2008 lebte er in Bonstetten und betrieb dort einen Turnierstall. Anfang 2011 pachtete er die Reitanlage von Lutz und Christa Goessing, zudem übernahm er den Beritt der Pferde die zuvor von Mylène Diederichsmeier im Sport vorgestellt wurden.
Rieskamp-Goedeking war im Jahr 2013 Mitglied des B2-Kaders der deutschen Springreiter.

## Auszeichnungen
- Goldenes Reitabzeichen, mit 17 Jahren

## Erfolge

### Championate
- Westfälische Meisterschaften der Ponyreiter:
  - Gold: 1998
- Deutsche Meisterschaften:
  - 1999 (Junioren): Silbermedaille
  - 2020, Riesenbeck: 9. Platz mit Coldplay
- Deutsches Championat der Berufsreiter:
  - Gold: 2006, 2007
  - Silber: 2020

### Weitere Erfolge
- 2006:
  - 2. Platz im Großen Preis der zweiten Woche der Toscana Tour (Arezzo, CSI 3*) mit Chiavenna[3]
- 2007:
  - 2. Platz im Championat von Ravensburg (CSI 2*) mit Ladina
- 2008:
  - 3. Platz im Großen Preis von Salzkotten (Prüfung der Klasse S***) mit Daphnee
- 2009:
  - Sieger im Großen Preis von Ravensburg (CSI 2*) mit Daphnee
  - 3. Platz mit der deutschen Mannschaft im Nationenpreis von Sopot (CSIO 3*) mit Daphnee
- 2010:
  - 3. Platz im 10.000 €-Großen Preis von Montabaur (Klasse S***) mit Baladine du Rouet[4]
  - Sieger im 18.000 €-Großen Preis von Rulle (Klasse S***) mit Quartz
- 2011:
  - Sieger im 18.000 €-Großen Preis von Rulle (Klasse S***) mit Quartz[5]
  - 3. Platz im Großen Preis von Asten (CSI 2*) mit Quartz
- 2012:
  - Sieger im Championat von Münster (Halle Münsterland) mit Corvin
  - Sieger im Championat von Dortmund (CSI 3*) mit Quartz und 4. Platz im Großen Preis der Bundesrepublik (Dortmund, CSI 3*) mit Chopin
  - Sieger mit der Mannschaft Westfalen im Deutschen Mannschaftschampionat der Springreiter, Braunschweig mit Quartz
  - Sieger im Großen Preis der Abschlusswoche der Toscana Tour, Arezzo (CSI 3*) mit Chopin
  - 3. Platz mit der deutschen Mannschaft im Nationenpreis von Porto Alegre (CSIO 4*-W) mit Corvin
  - 2. Platz im Weltcupspringen von Porto Alegre (CSIO 4*-W) mit Corvin
  - 1. Platz mit der deutschen Mannschaft im Nationenpreis von Kopenhagen (CSIO 4*) mit Chopin
  - Sieger im Großen Preis von Steinhagen/Westf. (CSI 2*) mit Corvin
  - Sieger im Großen Preis von Gera (CSI 2*, dritte Woche Gera Summer Meeting) mit Quartz
- 2013:
  - 2. Platz im Großen Preis von Spangenberg (CSI 3*) mit Corvin
  - 2. Platz im Hengst-Grand Prix von Lanaken-Zangersheide (CSI 1* Sires of the World) mit Quartz
- 2014:
  - 2. Platz im Großen Preis von Ommen (CSI 3*) mit Lautermann
  - 2. Platz im Großen Preis von Lichtenvoorde (CSI 2*) mit Quapitola de Beaufour
- 2015:
  - 1. Platz im Großen Preis von Wallenbrück (Klasse S** mit Siegerrunde) mit Quartz[6]
- 2017:
  - 2. Platz im Großen Preis des November-CSI 2* von Damme mit Bao Loi
- 2020:
  - 1. Platz im Großen Preis eines CSI 2* in Kronenberg mit Querido
  - 2. Platz im Großen Preis von Braunschweig (CSI 3*) mit Querido
  - 2. Platz und 3. Platz im Großen Preis von Isernhagen (Klasse S** mit Stechen) mit Querido und Qualita

(Stand: 26. September 2020)